# Sách Diễm Ca
Sách Diễm ca (còn gọi là Diễm tình ca hay Diệu ca, một số khác gọi là Nhã Ca hoặc Diễm/Nhã Ca Sa-lô-môn (dựa theo tên của các bản dịch nước ngoài khác)) là một quyển sách thuộc Cựu Ước. Sách này được soạn vào thời sau lưu đày của Israel (thế kỷ 5 - 4 TCN) khoảng năm 970-723 TCN. Nội dung gồm năm bài thơ tình diễn tả mối tình giữa hai nhân vật Chàng và Nàng. Đối với người Do Thái, họ coi đây là những bài ca tuyệt vời nhất diễn tả tình yêu giữa Thiên Chúa và dân tộc mình. Còn các Kitô hữu lại hiểu về tình yêu giữa họ với Chúa Giê-su.

## Liên Kết
- Tác phẩm liên quan đến Nhã ca tại Wikisource
- Sách Diễm ca (Nhóm Phiên dịch CGKPV) - Ủy ban Kinh Thánh, Hội đồng Giám mục Việt Nam
- Sách Nhã Ca - Thư Viện Tin Lành.